# Lethe cerama
Lethe cerama är en fjärilsart som beskrevs av Robert Walter Campbell Shelford 1904. Lethe cerama ingår i släktet Lethe och familjen praktfjärilar. Inga underarter finns listade i Catalogue of Life.